# Atletism la Jocurile Olimpice de vară din 2016 - 1.500 m (feminin)
Proba de 1.500 de metri feminin de la Jocurile Olimpice de vară din 2016 a avut loc în perioada 12-16 august pe Stadionul Olimpic.

## Recorduri
Înaintea acestei competiții, recordurile mondiale și olimpice erau următoarele:
| Record  | Atlet                | Timp    | Loc                 | Data               |
| ------- | -------------------- | ------- | ------------------- | ------------------ |
| Mondial | Genzebe Dibaba (ETH) | 3:50.07 | Fontvieille, Monaco | 17 iulie 2015      |
| Olimpic | Paula Ivan (ROU)     | 3:53.96 | Seul, Coreea de Sud | 26 septembrie 1988 |

| Area                                             |            |                   |                   |
| Area                                             | Time (s)   | Athlete           | Nation            |
| ------------------------------------------------ | ---------- | ----------------- | ----------------- |
| Africa (recorduri)                               | 3:50.07 RM | Genzebe Dibaba    | Etiopia           |
| Asia (recorduri)                                 | 3:50.46    | Qu Yunxia         | China             |
| Europa (recorduri)                               | 3:52.47    | Tatiana Kazankina | Uniunea Sovietică |
| America Centrală, de Nord și Caraibe (recorduri) | 3:56.29    | Shannon Rowbury   | Statele Unite     |
| Oceania (recorduri)                              | 4:00.93    | Sarah Jamieson    | Australia         |
| America de Sud (recorduri)                       | 4:05.67    | Letitia Vriesde   | Surinam           |

## Format
Competiția a avut trei etape: runda întâi cu trei serii, semifinalele cu două serii și finala. Primele șase atlete din fiecare serie și alte șase atlete cu cel mai rapid timp s-au calificat în semifinale. Primele cinci clasate în fiecare dintre cele trei semifinale s-au calificat în finală, împreună cu alte două atlete cu cel mai rapid timp.

## Rezultate

### Runda 1
Reguli de calificare: primele șase din fiecare serie (C) și următoarele șase atlete cu cel mai bun timp (c) se califică în semifinale.

#### Seria 1
| Loc | Nume                    | Naționalitate              | Timp    | Note |
| --- | ----------------------- | -------------------------- | ------- | ---- |
| 1   | Genzebe Dibaba          | Etiopia                    | 4:10.61 | (C)  |
| 2   | Ciara Mageean           | Irlanda                    | 4:11.51 | (C)  |
| 3   | Brenda Martinez         | Statele Unite ale Americii | 4:11.74 | (C)  |
| 4   | Linden Hall             | Australia                  | 4:11.75 | (C)  |
| 5   | Angelika Cichocka       | Polonia                    | 4:11.76 | (C)  |
| 5   | Konstanze Klosterhalfen | Germania                   | 4:11.76 | (C)  |
| 7   | Hilary Stellingwerff    | Canada                     | 4:12.00 |      |
| 8   | Maureen Koster          | Olanda                     | 4:13.15 |      |
| 9   | Siham Hilali            | Maroc                      | 4:13.46 |      |
| 10  | Amela Terzić            | Serbia                     | 4:15.17 |      |
| 11  | Nancy Chepkwemoi        | Kenya                      | 4:15.41 |      |
| 12  | Marta Pen               | Portugalia                 | 4:18.53 |      |
| 13  | Saraswati Bhattarai     | Nepal                      | 4:33.94 | (RN) |
| 14  | Celma Bonfim da Graça   | São Tomé și Príncipe       | 4:38.86 |      |

#### Seria a 2-a
| Loc | Nume                       | Naționalitate                  | Timp    | Note      |
| --- | -------------------------- | ------------------------------ | ------- | --------- |
| 1   | Sifan Hassan               | Olanda                         | 4:06.64 | (C)       |
| 2   | Faith Chepngetich Kipyegon | Kenya                          | 4:06.65 | (C)       |
| 3   | Sofia Ennaoui              | Polonia                        | 4:06.90 | (C)       |
| 4   | Jennifer Simpson           | Statele Unite ale Americii     | 4:06.99 | (C)       |
| 5   | Malika Akkaoui             | Maroc                          | 4:07.42 | (C), (SB) |
| 6   | Besu Sado                  | Etiopia                        | 4:08.11 | (C)       |
| 7   | Laura Weightman            | Marea Britanie                 | 4:08.37 | (c)       |
| 8   | Jenny Blundell             | Australia                      | 4:09.05 | (c)       |
| 9   | Gabriela Stafford          | Canada                         | 4:09.45 |           |
| 10  | Muriel Coneo               | Columbia                       | 4:09.50 |           |
| 11  | Tigist Gashaw              | Bahrain                        | 4:10.96 |           |
| 12  | Florina Pierdevara         | România                        | 4:11.55 | (SB)      |
| 13  | Nikki Hamblin              | Noua Zeelandă                  | 4:11.88 |           |
| 14  | Anjelina Nadai Lohalith    | Echipa olimpică a refugiaților | 4:47.38 |           |

#### Seria a 3-a
| Loc | Nume                 | Naționalitate              | Timp    | Note  |
| --- | -------------------- | -------------------------- | ------- | ----- |
| 1   | Dawit Seyaum         | Etiopia                    | 4:05.33 | (C)   |
| 2   | Shannon Rowbury      | Statele Unite ale Americii | 4:06.47 | (C)   |
| 3   | Laura Muir           | Marea Britanie             | 4:06.53 | (C)   |
| 4   | Rababe Arafi         | Maroc                      | 4:06.63 | (C)   |
| 5   | Meraf Bahta          | Suedia                     | 4:06.82 | (C)   |
| 6   | Zoe Buckman          | Australia                  | 4:06.93 | (C)   |
| 7   | Nicole Sifuentes     | Canada                     | 4:07.43 | (c)   |
| 8   | Violah Cheptoo Lagat | Kenya                      | 4:08.09 | (c)   |
| 9   | Danuta Urbanik       | Polonia                    | 4:08.67 | (c)   |
| 10  | Diana Sujew          | Germania                   | 4:09.07 | (c)   |
| 11  | Margherita Magnani   | Italia                     | 4:09.74 |       |
| 12  | Kadra Mohamed Dembil | Djibouti                   | 4:42.67 |       |
| 13  | Nelia Martins        | Timorul de Est             | 5:00.53 |       |
|     | Betthem Desalegn     | Emiratele Arabe Unite      |         | (DNS) |

### Semifinale
Reguli de calificare: primele cinci atlete din fiecare serie (C) si încă două cu cel mai rapid timp (c) se califică în finală

#### Semifinala 1
| Loc | Nume                       | Naționalitate              | Timp    | Note      |
| --- | -------------------------- | -------------------------- | ------- | --------- |
| 1   | Faith Chepngetich Kipyegon | Kenya                      | 4:03.95 | (C)       |
| 2   | Dawit Seyaum               | Etiopia                    | 4:04.23 | (C)       |
| 3   | Shannon Rowbury            | Statele Unite ale Americii | 4:04.46 | (C), (SB) |
| 4   | Besu Sado                  | Etiopia                    | 4:05.19 | (C)       |
| 5   | Laura Weightman            | Marea Britanie             | 4:05.28 | (C)       |
| 6   | Sofia Ennaoui              | Polonia                    | 4:05.29 | (c)       |
| 7   | Rababe Arafi               | Maroc                      | 4:05.60 | (c)       |
| 8   | Linden Hall                | Australia                  | 4:05.81 |           |
| 9   | Zoe Buckman                | Australia                  | 4:06.95 |           |
| 10  | Konstanze Klosterhalfen    | Germania                   | 4:07.26 |           |
| 11  | Ciara Mageean              | Irlanda                    | 4:08.07 |           |
| 12  | Brenda Martinez            | Statele Unite ale Americii | 4:10.41 |           |

#### Semifinala a 2-a
| Loc | Nume                 | Naționalitate              | Timp    | Note |
| --- | -------------------- | -------------------------- | ------- | ---- |
| 1   | Genzebe Dibaba       | Etiopia                    | 4:03.06 | (C)  |
| 2   | Sifan Hassan         | Olanda                     | 4:03.62 | (C)  |
| 3   | Laura Muir           | Marea Britanie             | 4:04.16 | (C)  |
| 4   | Jennifer Simpson     | Statele Unite ale Americii | 4:05.07 | (C)  |
| 5   | Meraf Bahta          | Suedia                     | 4:06.41 | (C)  |
| 6   | Violah Cheptoo Lagat | Kenya                      | 4:06.83 |      |
| 7   | Nicole Sifuentes     | Canada                     | 4:08.53 |      |
| 8   | Malika Akkaoui       | Maroc                      | 4:08.55 |      |
| 9   | Diana Sujew          | Germania                   | 4:10.15 |      |
| 10  | Danuta Urbanik       | Polonia                    | 4:11.34 |      |
| 11  | Jenny Blundell       | Australia                  | 4:13.25 |      |
| 12  | Angelika Cichocka    | Polonia                    | 4:17.83 |      |

### Finala
| Loc | Nume                       | Naționalitate              | Timp    | Note |
| --- | -------------------------- | -------------------------- | ------- | ---- |
| 1   | Faith Chepngetich Kipyegon | Kenya                      | 4:08.92 |      |
| 2   | Genzebe Dibaba             | Etiopia                    | 4:10.27 |      |
| 3   | Jennifer Simpson           | Statele Unite ale Americii | 4:10.53 |      |
| 4   | Shannon Rowbury            | Statele Unite ale Americii | 4:11.05 |      |
| 5   | Sifan Hassan               | Olanda                     | 4:11.23 |      |
| 6   | Meraf Bahta                | Suedia                     | 4:12.59 |      |
| 7   | Laura Muir                 | Marea Britanie             | 4:12.88 |      |
| 8   | Dawit Seyaum               | Etiopia                    | 4:13.14 |      |
| 9   | Besu Sado                  | Etiopia                    | 4:13.58 |      |
| 10  | Sofia Ennaoui              | Polonia                    | 4:14.72 |      |
| 11  | Laura Weightman            | Marea Britanie             | 4:14.95 |      |
| 12  | Rababe Arafi               | Maroc                      | 4:15.16 |      |

## Legendă
RA Record african | AM Record american | AS Record asiatic | RE Record european | OCRecord oceanic | RO Record olimpic | RM Record mondial | RN Record național | SA Record sud-american | RC Record al competiției | DNF Nu a terminat | DNS Nu a luat startul | DS Descalificare | EL Cea mai bună performanță europeană a anului | PB Record personal | SB Cea mai bună performanță a sezonului | WL Cea mai bună performanță mondială a anului